# Jean Ancel
Jean Ancel (hebräisch ז'אן אנצ'ל; geb. 1940 in Iași, Rumänien; gest. 30. April 2008 in Jerusalem, Israel) war ein rumänisch-israelischer Historiker. Sein Spezialgebiet war die Geschichte der Juden in Rumänien und der dortige Holocaust.

## Leben
Jean Ancel wurde 1940 in Iași geboren. Beim Pogrom von Iași war er einjährig und wurde in einem Keller versteckt. 27 Mitglieder seiner Familie wurden bei diesem Pogrom umgebracht. Sein Vater wurde in einen Todeszug getrieben, überlebte aber.
Ancel studierte Geschichte an der Universität Alexandru Ioan Cuza Iași, wurde jedoch vor seinem Abschluss im Jahre 1959 relegiert, weil er eine Auswanderung nach Israel beantragt hatte. 1963 konnte er sein Studium an der Hebräischen Universität Jerusalem fortsetzen, wo er 1967 einen ersten Abschluss in Geschichte und romanischen Sprachen erwarb. Weitere Abschlüsse erfolgten 1970 in jüdischer Geschichte und Archivierung. 1977 wurde ihm für die Dissertation „Die Juden Rumäniens im Zeitraum zwischen dem 23. August 1944 und dem 30. Dezember 1947“ der Doktorgrad in Jüdischer Geschichte der Neuzeit verliehen.
Ancel arbeitete intensiv mit Archivmaterialien aus Israel, Rumänien, der Republik Moldau, Russland, den USA und Deutschland. Er hatte eine Forscherstelle in Yad Vashem und verfasste einige Geschichtsbücher, die teils auf Rumänisch übersetzt wurden. Er publizierte zwölf Bände mit originalen Dokumenten, hauptsächlich über den Holocaust in Rumänien. Er war ein Mitglied der nach dem Friedensnobelpreisträger Elie Wiesel benannten 29-köpfigen Wiesel-Kommission. Seinen historischen Arbeiten ist es zu verdanken, dass sich die Rezeption der Rolle Rumäniens im Holocaust bedeutend verändert hat. Gemäß seinen Forschungsarbeiten, die er nach dem Zerfall der Sowjetunion in rumänischen Staatsarchiven durchführte, konnte bewiesen werden, dass Rumänien kein „Nachzügler“ Nazideutschlands war, sondern zum Teil noch vor den deutschen Nationalsozialisten antijüdische Maßnahmen selbst initiierte.
Neben seiner Tätigkeit als Historiker war er auch Nachrichtensprecher beim israelischen Hörfunk Kol Israel. Er starb 2008 in Jerusalem.

## Publikationen (Auswahl)
- The History of the Holocaust in Romania. (The Comprehensive History of the Holocaust) University of Nebraska Press, Lincoln, und Yad Vashem, Jerusalem 2011.
- Jean Ancel (Hrsg.): Documents concerning the fate of Romanian Jewry during the Holocaust. New York, N.Y. 1986 (Beate Klarsfeld Foundation), Band 5: Bessarabia, Bukovina, Transnistria
- mit Theodore Lavi (Hrsg.): Encyclopedia of Jewish Communities in Romania, Volume 2 (Edineţ, Moldova). Jerusalem 1980.